# 23 février aux Jeux olympiques de 2010

Le mardi 23 février aux Jeux olympiques d'hiver de 2010 est le douzième jour de compétition.

## Programme
| Heure UTC-8 (Vancouver)                       |               |
| bleu                                          | Cérémonie     |
| neutre                                        | Épreuve       |
| or                                            | Finale        |
| orange                                        | Petite finale |
| rose                                          | Reporté       |
| gris                                          | Annulé        |
| Compétition masculine                         | Hommes        |
| Compétition féminine                          | Femmes        |
| Compétition mixte (hommes et femmes mélangés) | Mixte         |
| Compétition en couple (1 homme et 1 femme)    | Couple        |
| modifier                                      |               |

| Horaire | Discipline Spécialité | Discipline Spécialité               | Discipline Spécialité | Phase                              | Résultats | Références |
| ------- | --------------------- | ----------------------------------- | --------------------- | ---------------------------------- | --------- | ---------- |
| 9:00    |                       | Curling                             | Compétition femmes    | Phase préliminaire 11e session     | 6 - 10    | -          |
| 9:00    |                       | Curling                             | Compétition femmes    | Phase préliminaire 11e session     | 4 - 2     | -          |
| 9:00    |                       | Curling                             | Compétition femmes    | Phase préliminaire 11e session     | 5 - 6     | -          |
| 9:00    |                       | Curling                             | Compétition femmes    | Phase préliminaire 11e session     | 6 - 5     | -          |
| 9:30    |                       | Ski alpin Slalom géant              | Compétition hommes    | Manche de compétition (1re manche) | -         | -          |
| 10:30   |                       | Ski acrobatique Ski cross           | Compétition femmes    | Qualifications                     | -         | -          |
| 10:30   |                       | Combiné nordique Relais équipe      | Compétition hommes    | Manche de compétition              | -         | -          |
| 11:00   |                       | Patinage de vitesse 10 000 mètres   | Compétition hommes    | Finale                             | -         | -          |
| 11:30   |                       | Biathlon Relais 4×6 km              | Compétition femmes    | Finale                             | -         | -          |
| 12:00   |                       | Hockey sur glace                    | Compétition hommes    | Manche éliminatoire Match 19       | TAB 3 - 2 | -          |
| 13:00   |                       | Ski alpin Slalom géant (2e manche)  | Compétition hommes    | Finale                             | -         | -          |
| 13:00   |                       | Ski acrobatique Ski cross           | Compétition femmes    | Huitièmes de finale                | -         | -          |
| 13:33   |                       | Ski acrobatique Ski cross           | Compétition femmes    | Quarts de finale                   | -         | -          |
| 13:52   |                       | Ski acrobatique Ski cross           | Compétition femmes    | demi-finales                       | -         | -          |
| 14:00   |                       | Curling                             | Compétition hommes    | Phase préliminaire 12e session     | 3 - 10    | -          |
| 14:00   |                       | Curling                             | Compétition hommes    | Phase préliminaire 12e session     | 7 - 6     | -          |
| 14:00   |                       | Curling                             | Compétition hommes    | Phase préliminaire 12e session     | 5 - 9     | -          |
| 14:00   |                       | Curling                             | Compétition hommes    | Phase préliminaire 12e session     | 6 - 2     | -          |
| 14:00   |                       | Combiné nordique Relais 4×5 km      | Compétition hommes    | Finale                             | -         | -          |
| 14:03   |                       | Ski acrobatique Ski cross           | Compétition femmes    | Finale                             | -         | -          |
| 16:30   |                       | Patinage artistique Programme court | Compétition femmes    | Manche de compétition              | -         | -          |
| 16:30   |                       | Hockey sur glace                    | Compétition hommes    | Manche éliminatoire Match 20       | 8 - 2     | -          |
| 17:00   |                       | Bobsleigh Bob à deux                | Compétition femmes    | Manche de compétition (1re manche) | -         | -          |
| 18:10   |                       | Bobsleigh Bob à deux                | Compétition femmes    | Manche de compétition (2e manche)  | -         | -          |
| 19:00   |                       | Curling                             | Compétition femmes    | Phase préliminaire 12e session     | 10 - 3    | -          |
| 19:00   |                       | Curling                             | Compétition femmes    | Phase préliminaire 12e session     | 7 - 3     | -          |
| 19:00   |                       | Curling                             | Compétition femmes    | Phase préliminaire 12e session     | 5 - 7     | -          |
| 19:00   |                       | Curling                             | Compétition femmes    | Phase préliminaire 12e session     | 8 - 7     | -          |
| 19:00   |                       | Hockey sur glace                    | Compétition hommes    | Manche éliminatoire Match 21       | 3 - 2     | -          |
| 21:00   |                       | Hockey sur glace                    | Compétition hommes    | Manche éliminatoire Match 22       | 4 - 3     | -          |

## Médailles du jour
- Pays organisateur (Canada)

| Rang  | Nation       | Or | Argent | Bronze | Total |
| ----- | ------------ | -- | ------ | ------ | ----- |
| 1     | Russie       | 1  | 1      | 0      | 2     |
| 2     | Autriche     | 1  | 0      | 0      | 1     |
| 2     | Canada       | 1  | 0      | 0      | 1     |
| 2     | Corée du Sud | 1  | 0      | 0      | 1     |
| 2     | Suisse       | 1  | 0      | 0      | 1     |
| 6     | Norvège      | 0  | 2      | 1      | 3     |
| 7     | France       | 0  | 1      | 1      | 2     |
| 8     | États-Unis   | 0  | 1      | 0      | 1     |
| 9     | Allemagne    | 0  | 0      | 2      | 2     |
| 10    | Pays-Bas     | 0  | 0      | 1      | 1     |
| Total | Total        | 5  | 5      | 5      | 15    |